# Tegano (’Ndrangheta)
Die Mafiafamilie Tegano kommt aus dem Stadtteil Archi von Reggio Calabria und gehört zur kalabrischen ’Ndrangheta. Die Familie Tegano zählt zu den einflussreichsten Mafiafamilien in Kalabrien.

## Geschichte
Die Familie Tegano erwirtschaftete ihr Vermögen im kriminellen Geschäft durch einen umfangreichen Rauschgift- und Waffenhandel, durch Prostitution, Erpressungen und Geldwäsche. Nach Angaben eines italienischen Instituts soll der Umsatz der kriminellen Geschäfte der Familie im Jahre 2007 44 Milliarden Euro betragen haben.
Die Tegano-Familie war im Zweiten ’Ndrangheta-Krieg von 1985 bis 1991 mit der Mafiafamilie De Stefano verbündet. Zum Bündnis der Familien kam es durch die Hochzeit am 2. Dezember 1985 von Orazio De Stefano – einem Bruder von Paolo De Stefano – mit Antonietta Benestare, einer Nichte von Giovanni Tegano. Dabei galt die Tegano-Familie als der mächtigere Partner. Den Krieg führte die Familie De Stefano mit den Mafiafamilien Condello-Imerti. Nach Angaben der Antimafia-Kommission des italienischen Parlaments wurden in diesem Familienkrieg 621 Personen getötet, unter ihnen die bedeutendsten Mafiaführer der Familie De Stefano. Bei der Familie Tegano beabsichtigte man den Krieg fortzusetzen.
In den neunziger Jahren war die Familie Tegano der Verhandlungspartner zwischen den Mafiafamilien in Kalabrien. Dabei standen die Familien De Stefano, Libri und Latella auf der einen Seite den Familien Imerti, Serraino, Condello und Rosmini auf der anderen Seite gegenüber. Bei diesen Verhandlungen sollten die kriminellen Einflussbereiche in der Region aufgeteilt werden.

## Chefs der Familie und der ’Ndrangheta
Bis zum Tag seiner Festnahme am 6. August 2004 war Pasquale Tegano (* 1960) seit 1994 Chef der Familie Tegano. Ihm folgte Giovanni Tegano, der am 26. April 2010 festgenommen wurde. Dabei konnte die Polizei auch Rocco Morabito festnehmen. Rocco ist der Sohn von Giuseppe Morabito, der Chef der kalabrischen Mafiafamilie Di Africo. Die Familien De Stefano und Tegano teilen sich ihre kriminellen Bereiche bis auf den der Entführungen, wo eine Trennung besteht. Die Familie Tegano sorgte auch dafür, dass der Chef der ’Ndrangheta, Pasquale Condello (* 1950), gegenüber der Familie De Stefano eine neutrale Haltung einnahm. Regionaler Chef der Familien Tegano, De Stefano und einem Dutzend anderer angeschlossenen Familien war bis zu seiner Festnahme am 12. September 2009 Carmelo Barbaro (* 1948).